# رؤية عمان 2040
رؤية عُمان2040 هي المرجع الوطني للتخطـيط الاقتصادي والاجتماعي لسلطـنة عُمان خـلال الفــترة 2021-2040، ومنها تنبثـق الاســتراتيجـــيات الوطـنية القطاعــية والخطط الخمسـية للتنمية.
أُعدّت رؤية عُمان 2040 من خلال مشاركة مجتمعية واسعة، وقد تم اعتماد وثيقة الرؤية من لدن المقام السامي لحضرة صاحب الجلالة السلطان هيثم بن طارق – حفظه الله ورعاه – في نهاية عام 2020، ليتم العمل عليها منذ بداية عام 2021 ولغاية 2040.

## الرؤية في الخطابات السامية
وقد جاء في نص الأوامر السامية للسلطان الراحل قابوس بن سعيد -طيّب الله ثراه- وجوب: «إعداد الرؤية المستقبلية (عُمان 2040) وبلورتها وصياغتها بإتقان تام ودقة عالية في ضوء توافق مجتمعي واسع وبمشاركة فئات المجتمع المختلفة، بحيث تكون مستوعبة للواقع الاقتصادي والاجتماعي ومستشرفـة للمستقبل بموضوعية، ليتم الاعتداد بها كدليل ومرجع أساسي لأعمال التخطيط في العقدين القادمين.».
كما جاء   في نص الخطاب السامي لجلالة السلطان هيثم بن طارق -حفظه الله ورعاه- «إن رؤية عُمان 2040 هي بوابة السلطنة لعبور التحديات، وموا  كبة المتغيرات الإقليمية والعالمية، واستثمار الفرص المتاحة وتوليد الجديد منها، من أجل تعزيز التنافسية الاقتصادية، والرفاه الاجتماعي، وتحفيز النمو والثقة في العلاقات الاقتصادية والاجتماعية والتنموية في جميع محافظات السلطنة».

## محاور الرؤية
ترتكز رؤية عُمان 2040 على أربعة محاور أساسية،هي:

### الإنسان والمجتمع
لمجتمع إنسانه مبدع ومعتز بهويته، مبتكر ومنافس عالميا وينعم بحياة كريمة ورفاه مستدام، وترتكز أولوياته على تجويد نظام التعليم والشراكة المجتمعية.

### الاقتصاد التنمية
لاقتصاد بنيته تنافسية، ليكون جهة مرجعية ممكّنة للشأن الاقتصادي تعمل لتحقيق غايات التنمية الاقتصادية والعدالة الاجتماعية وحماية البيئة.

### الحوكمة والأداء المؤسسي
لدولة أجهزتها مسؤولة تتبنى نظام رقابي فاعل ومستقل يوظف الشفافية والإفصاح ويكافح الفساد، ودور رقابي بصير وفاعل للإعلام.

### البيئة المستدامة
لبيئة عناصرها مستدامة تحقق التوازن بين المتطلبات البيئية والاقتصادية والاجتماعية والعمل بقواعد التنمية المستدامة

## مستهدفات رؤية عُمان 2040
تسعى عُمان برؤية 2040 لأن تحقّق في العام 2040، مجموعة من المستهدفات، منها:
- تحسين تصنيف عمان ضمن مؤشر الابتكار العالمي لتصبح عمان من أفضل 20 دولة.
- تحسين تصنيف عمان ضمن مؤشرات الحوكمة العالمية - الكفاءة الحكومية، لتصبح عمان من أفضل 10 دول.
- تحسين تصنيف عمان ضمن مؤشر التنافسية العالمية - ركيزة المهارات، لتصبح عمان من ضمن أفضل 10 دول.
- زيادة متوسط نصيب الفرد من الناتج المحلي الإجمالي بنسبة 90%.
- تحسين تصنيف عمان ضمن مؤشر التنافسية العالمية لتصبح عمان ضمن أفضل 20 دولة.
- رفع معدل نمو الناتج المحلي الإجمالي الحقيقي إلى 5%.
- تحسين تصنيف عمان ضمن مؤشر الأداء البيئي، لتصبح عمان ضمن أفضل 20 دولة.
- رفع نسبة الاستثمار الأجنبي من إجمالي الناتج المحلي إلى 10%.
- رفع نسبة مساهمة القطاعات غير النفطية في الناتج المحلي الإجمالي إلى أكثر من 90%.
- رفع حصة القوى العاملة العمانية من إجمالي الوظائف المستحدثة في القطاع الخاص إلى 40%.

## برامج الرؤية
هي برامج مسرّعة ومكثفة تستهدف إيجاد حلول للتحديات المرحلية المرتبطة بأولويات رؤية عُمان 2040 وتحريك مؤشراتها، وهي:

### البرنامج الوطني للاستثمار وتنمية الصادرات ( نزدهر )
يهدف إلى تمكين سلطنة عُمان لتصبح وجهة تنافسية للاستثمار وبيئة أعمال نشطة في منظومة التجارة العالمية من خلال تطوير شراكة استثمارية بين سلطنة عُمان ومجتمع الأعمال الدولي.

### البرنامج الوطني للاستدامة المالية وتطوير القطاع المالي
يهدف إلى استمرارية التركيز على تحسين وضع المالية العامة للدولة وجعل القطاع المالي ممكنا رئيسيا لتحقيق مستهدفات رؤية عُمان 2040 عن طريق رفع معدل التنافسيية في القطاع وتوفير خيارات تمويلية مناسبة لمختلف الفئات، مع توسيع حجم سوق التمويل لاستيعاب التحولات القادمة في القطاعات الاستثمارية والاقتصادبة.

### برنامج التحول الرقمي الحكومي
يهدف إلى تمكين القطاع الحكومي في مجال التحول الرقمي لإيجاد جهاز مبتكر يقدم خدمات ذكية ذات جودة عالية وإجراءات استبقاية وتجربة مميزة.

### البرنامج الوطني للتشغيل (تشغيل)
يهدف إلى إيجاد حلول مستدامة لتوفير فرص عمل في كافة قطاعات الدولة ولسد الفجوة المعرفية والمهارية.

### البرنامج الوطني للتنويع الاقتصادي (تنويع)
يهدف إلى استكمال بناء اقعدة تنويع للهياك الإنتاجية للقطاعت الاقتصادية وتعزيز الترابطات والخلفية بين القطاعات الاقتصادية بهدف توسيع القاعدة الإنتاجية والتصديرية.

### البرنامج الوطني للحياد الصفري
يهدف إلى وصول سلطنة عُمان إلى الحياد الصفري الكربوني بحلول عام 2050.

## وصلات خارجية
- في العمق : إنسانية الأمن وتكامل أبعاده فـي أولويات رؤية عمان 2040
- الغرفة تستعرض توجهاتها الاستراتيجية القادمة المرتبطة بمستهدفات رؤية عُمان 2040
- مستهدفات رؤية عمان 2040 جاءت على مرحلتين المرحلة الأولى